# Point de fuite (film, 1983)
Pour les articles homonymes, voir Point de fuite (homonymie).
Pour plus de détails, voir Fiche technique et Distribution.
Point de fuite (Ponto de Fuga) est un film franco-portugais réalisé en 1983 par Raoul Ruiz et sorti en France en 1990.

## Synopsis
Tout le monde a un destin, même si on se fixe dans une station balnéaire où chacun se sent et sent les autres de passage. Ainsi, sur une île des Açores, un Américain s'installe, comme abandonné par la voiture qui l'y amenait. Il va s'adonner au poker. Il s'agira de gagner ou de perdre, comme l'on peut se doter ou se défaire de ses rêves, comme celui de remporter une île, comme l'on peut très bien aussi décider de partir par exemple en Israël, "pays imaginé".

## Fiche technique
- Titre : Point de fuite
- Titre original : Ponto de Fuga
- Réalisation : Raoul Ruiz
- Scénario : Raoul Ruiz
- Photographie : Acácio de Almeida
- Costumes : Isabel Branco et Zé Branco
- Décors : Isabel Branco et Zé Branco
- Son : Joaquim Pinto
- Montage : Claudio Martinez
- Musique : Jorge Arriagada
- Production : Les Films du passage - Metro Filmes
- Pays d'origine :  France -  Portugal
- Durée : 75 minutes
- Date de sortie : France - 23 mai 1990

## Distribution
- Steve Baës
- Rebecca Pauly
- Paulo Branco
- Tony Jessen
- Anne Alvaro
- Ana Marta
- José Maria Vaz da Silva
- Vasco Pimentel
- Rafael de Sousa
- Joaquim Pinto
- Francisco Ariztia
- João Bénard da Costa